# Hedeoma
Hedeoma és un gènere d'angiospermes que pertany a la família de les lamiàcies. Aquest gènere està format per 38 espècies natives del nord i sud d'Amèrica.

## Morfologia
Són plantes aromàtiques anuals i perennes, amb un port subarbustiu. Les tiges decumbents a erectes, ramificades a la base. Les fulles des d'un pecíol curt a sèssils; d'ovades a linears, senceres o dentades. Les inflorescències són axil·lars en els nusos de la part superior de la tija, subtendit per les fulles, les bràctees menudes. La flor està composta per un calze bilabiat, el llavi superior trilobulat, i el llavi inferior bilobulat. Els lòbuls són acuminats, punxeguts i formen un tub inflat o abombat per sota de la meitat. La corol·la és bilabiada, el llavi superior és major que l'inferior. Aquest últim és bilobulat i l'altre trilobulat. Presenten 2 estams que es troben sota del llavi superior o exerts. L'estil és desigual i bilobulat. Els fruits són nous amb ossos, glauques, gelatinosos quan està mullat.

## Espècies seleccionades
| - Hedeoma acinoides - Hedeoma apiculata - Hedeoma costata - Hedeoma dentata - Hedeoma diffusa - Hedeoma drummondii - Hedeoma hispida - Hedeoma hyssopifolia - Hedeoma mollis | - Hedeoma nana - Hedeoma oblongifolia - Hedeoma pilosa - Hedeoma plicata - Hedeoma pulcherrima - Hedeoma pulegioides - Hedeoma reverchonii - Hedeoma todsenii |